# Giuvărăști
Giuvărăști is een Roemeense gemeente in het district Olt.
Giuvărăști telt 2584 inwoners.